# 麻生かおり (1978年生)
麻生 かおり（あそう かおり、1978年11月26日 - ）は、日本の元タレント、元グラビアアイドル。本名および別名義、内村 香織（うちむら かおり）。
神奈川県出身。エー・サウスに所属していた。

## 来歴
『東京ラブストーリー』を観て、女優そして芸能界に憧れる。
1994年、ヤングジャンプ全国女子高生制服コレクション（制コレ）準グランプリを受賞。なお当時の「制コレ」上でのプロフィール上では「内村香織」名義、麻生高校在学中となっていた。その後NHK学園に転校し、卒業。
1996年、メタルヒーローシリーズ『ビーファイターカブト』にて、主人公の妹・鳥羽ゆい役でレギュラー出演。翌年の1997年には、『ゴジラアイランド』のヒロイン「神宮寺ミサト」役で出演した。
『第11回　ニューカレドニアプリンセスコンテスト』 準ミス受賞 （2001年3月31日、細野由華とのダブル受賞。
その後、芸名を「内村香織」に改名。
芸能界引退後にブログとInstagramを開設し、現在は三女の母となっていることや、乳癌で闘病中であることを明かした。

## 人物
特技は、ジャズダンス、バレエ。
『ビーファイターカブト』で共演した中里栄臣は、麻生についていつもほのぼのとしていて笑顔に救われていたと語っている。

## 出演

### テレビ番組
- カミさんの悪口 2 第2話「男を見る目」（1995年1月15日、TBS・東芝日曜劇場）
- ビーファイターカブト（1996年3月3日 - 1997年2月16日、テレビ朝日） - 鳥羽ゆい 役
- あぐり 多数話出演（1997年4月7日 - 10月4日 全156回、NHK・連続テレビ小説）-  生田千花 役
- ゴジラアイランド（1997年10月6日 - 1998年9月30日、テレビ東京） - 神宮寺ミサト 役[3]（3クール目以降）
- 研修医なな子（1997年10月13日 - 12月8日 全9回、テレビ朝日・月曜ドラマ・イン）
- おねだり姫（1997年、テレビ朝日・バラエティー）
- おらが春～小林一茶（2002年1月1日、NHK・正月時代劇）
- 水戸黄門 第31部 第10話「ドカーンと一発悪退治−大和−」（2002年10月14日 - 2003年3月24日 全22回、TBS・ナショナル劇場）- おきく 役 ＊内村香織名義
- 女将になります! 第3話 第24話（2003年3月31日 - 5月8日 全24回、NHK・連続ドラマ）＊内村香織名義

### テレビCM
- オーゼキフーズ「ミス桃子」（1994年、1995年）
- カバヤ食品「カリポリ」（1994年、1995年）
- サンヨー食品「カップスター」（1995年）
- コミュニティストア （1995年、1996年）
- テレビ朝日 レジフロントキャンペーン（1995年、1996年）
- 興和「ウナコーワクール」（1996年）
- オリエンタルランド「東京ディズニーランドTOON TOWN」（1996年）
- 東京テレメッセージ「ポケベル」（1997年）
- 寿がきや（1997年）
- 武富士 「更衣室ロッカー編」（2001年）OLからダンサーの格好にはなっているが、その後のダンスには参加していない。

### 映画
- チー公大作戦 メダカを救え!村長選挙 (2001年作品、2005年公開、2010年12月24日にリメイク版公開、ドラン) 監督:杉崎智介[6]

### オリジナルビデオ
- 放課後日誌 仔猫契約 (1996年8月30日、ケイエスエス) 監督:久保寺和人[7]
- 放課後日誌 オ・ト・ナへ秒読み (1996年10月25日、ケイエスエス) 監督:久保寺和人[8]
- 女子高生日記 いけない放課後 (1997年1月31日、ケイエスエス) 監督:久保寺和人[9]
- プレミア Vol.1 井元由香・麻生かおり・柳明日香 他 (1997年7月19日、日本コロムビア) 監督:錦織良成 原作:遊人 ＊全5話オムニバス[10]

### イメージビデオ・DVD
- 瞳もぬれて・・・（1996年11月21日、明文社）
- HIME（1997年11月19日、ポニーキャニオン）
- グラビアの美少女 Best Selection Vol.2 桂木萌・麻生かおり・森山佐記子（1997年11月27日、東芝EMI）＊PerfecTVの人気番組「グラビアの美少女」のビデオ化作品

## 出版

### 写真集
- 12eyes 15秒のシンデレラたち コマーシャルの美少女 麻生かおり・林美恵・沢入しのぶ 他（1996年1月、英知出版、撮影:伊藤隼也）ISBN 978-4754211158
- PHOTO ALBUM 厳選美少女50人の永久保存アルバム 麻生かおり・松田千奈・可愛ゆう・遠野奈津子 他（1996年8月20日、英知出版）ISBN 978-4754211424
- NATURAL（1996年11月15日、リイド社、撮影:竹内彩）ISBN 4845811073
- ぶるるん倶楽部 最新水着アイドル75人完全収録!! 安西ひろこ・松田純・優香・麻生かおり 他（1998年3月8日、スコラ、撮影:木村智哉）ISBN 4-7962-0484-9
- 東映特撮ヒロイン写真集 BLUE 加藤夏希・さとう珠緒・来栖あつこ・麻生かおり 他（2000年1月1日、徳間書店、撮影:橋本賢司 他）ISBN 4197200986
- メモリアル（2002年2月12日、碧天舎、撮影:武井佑二、上野勇）ISBN 4883460819

### 雑誌
- 写真集系雑誌 PHOTO SHOT Special 川奈由依・遠野奈津子・池上美沙・麻生かおり 他 全35名（1996年3月25日、英知出版）
- 写真集系雑誌 15秒のシンデレラ '96CM美少女カタログ 森下純菜・原田志乃・沢口はるか・麻生かおり 他 全25名（1997年1月5日、英知出版）

## シングルCD
- AFTER SCHOOL（1996年7月22日、エクセルトーンミュージック）麻生かおり、清水里香、原田志乃の3人組として。＊オリジナルビデオ「放課後日誌」エンディングテーマ。

## ゲーム
- プラドルDISC vol.7 麻生かおり（1997年11月20日、SadaSoft、セガサターン用ゲームソフト）